# Diabrotica oculata
Diabrotica oculata es una especie de insecto coleóptero de la familia Chrysomelidae. Fue descrita en 1890 por Baly.